# Soldato d'Orange
Soldato d'Orange (Soldaat van Oranje), è un film del 1977, diretto da Paul Verhoeven, liberamente tratto dal romanzo Soldaat van Oranje '40-'45, di Erik Hazelhoff Roelfzema.

## Trama
Amsterdam, 5 maggio 1945, la Regina Guglielmina fa ritorno nei Paesi Bassi al termine dell'esilio dovuto all'occupazione tedesca del paese, avvenuta il 10 maggio del 1940, ed al suo fianco c'è un giovane ufficiale dell'aviazione olandese.
Un flashback porta la vicenda nel 1938 quando Erik, matricola universitaria, viene sottoposto, insieme ai compagni Alex e Jacques, alle vessazioni da parte degli studenti anziani in una cerimonia di iniziazione, durante la quale viene colpito al capo dal "presidente" Guus con una pesante zuppiera rimanendo ferito. Alcuni giorni dopo, mentre si trova in compagnia di Robby ed Esther, una coppia di fidanzati suoi amici, riceve la visita di Guus, il quale si scusa per l'accaduto e gli propone di trasferirsi nello stesso condominio adibito ad alloggio per studenti dove risiede lui, stringendo amicizia anche con Alex, Jacques, Jan, uno studente con la vocazione del pugilato e Nico, un ragazzo modello, talmente preciso da essere definito scherzosamente "mister pignolo".
La vita scorre serenamente, anche se dalla Germania iniziano ad arrivare notizie sulle persecuzioni razziali, destando preoccupazioni in Jan, l'unico ebreo del gruppo, e la notizia dello scoppio della seconda guerra mondiale, provoca reazioni differenti nel gruppo dei ragazzi: Jan teme che il conflitto possa investire anche i Paesi Bassi, Alex, di madre tedesca, vive l'evento con sentimenti contrastanti, ed entrambi decidono, insieme a Robby e Nico, di arruolarsi nell'esercito, Jacques resta del tutto indifferente a quanto sta accadendo mentre Erik, durante l'assenza di Robby, sembra intrecciare una relazione con Esther.
Il 10 maggio 1940 la Wehrmacht invade i Paesi Bassi ed anche Guus ed Erik decidono di arruolarsi mentre, il 13 maggio, Alex scopre che i suoi genitori sono stati internati e viene informato dalla madre che la Regina, insieme ai membri del governo, è riparata nel Regno Unito. Il 14 maggio, dopo il bombardamento di Rotterdam i Paesi Bassi si arrendono, l'esercito viene sciolto ed Erik, Jan e Guus intendono fuggire in barca verso il Regno Unito ma, dopo che il tentativo fallisce essi sono costretti a restare in patria mentre si cominciano ad organizzare le prime attività di resistenza che tuttavia non sfuggono all'attenzione delle SS.
Robby inizia a trasmettere con una radio messaggi agli Alleati ed Erik viene incaricato di fare il corriere, con il compito di portare messaggi da e per il Regno Unito, mentre Jan, in ossequio alle nuove direttive imposte dagli occupanti, viene cacciato dall'università ed allora Erik gli cede il suo posto per consentirgli di espatriare ma il giorno della sua partenza, prima che questi possa salire sull'idrovolante, la sua barca viene intercettata da una motovedetta tedesca, e viene catturato e nello scontro a fuoco Robby viene ferito ad una gamba. Jan, durante l'interrogatorio, viene informato da un ufficiale delle SS che c'è un traditore nella loro organizzazione e che si tratta del generale Van der Zanden, il capo del servizio segreto olandese nel Regno Unito.
Erik teme per la sua sorte e Guus, che all'insaputa degli amici ha iniziato a collaborare con la resistenza insieme a Nico, gli offre di stabilirsi a casa sua ma pochi giorni dopo viene fermato dalle SS, incontrando nel carcere anche Jan, il quale, poco prima di essere fucilato, riesce ad informarlo che il traditore è Van der Zanden. Erik viene rilasciato dai tedeschi allo scopo di seguirlo e di scoprire altri membri della resistenza ma, con l'aiuto di Esther, che gli chiede di raggiungere Robby a L'Aia, riesce ad eludere la sorveglianza e, dopo avere scorto anche Alex, il quale ha deciso di arruolarsi nelle Waffen-SS, informa Robby su Van der Zander, rifiutando tuttavia di entrare stabilmente nell'organizzazione.
Rientrato a casa ritrova Esther, con la quale sembra proseguire la relazione, mentre Robby viene fermato dalle SS e spinto a collaborare con loro, sotto la minaccia di fare deportare Esther in quanto ebrea. Jacques, rimasto fuori da qualunque evento bellico, prosegue negli studi e, durante il festeggiamento per il passaggio di un esame, insieme ad Esther ed Erik, Nico chiede a questi di lasciare il paese in quanto la sua presenza mette in pericolo i membri dell'organizzazione, riuscendo, fornendogli documenti falsi, a farlo imbarcare su di una nave diretta nel Regno Unito dove ritrova Guus.

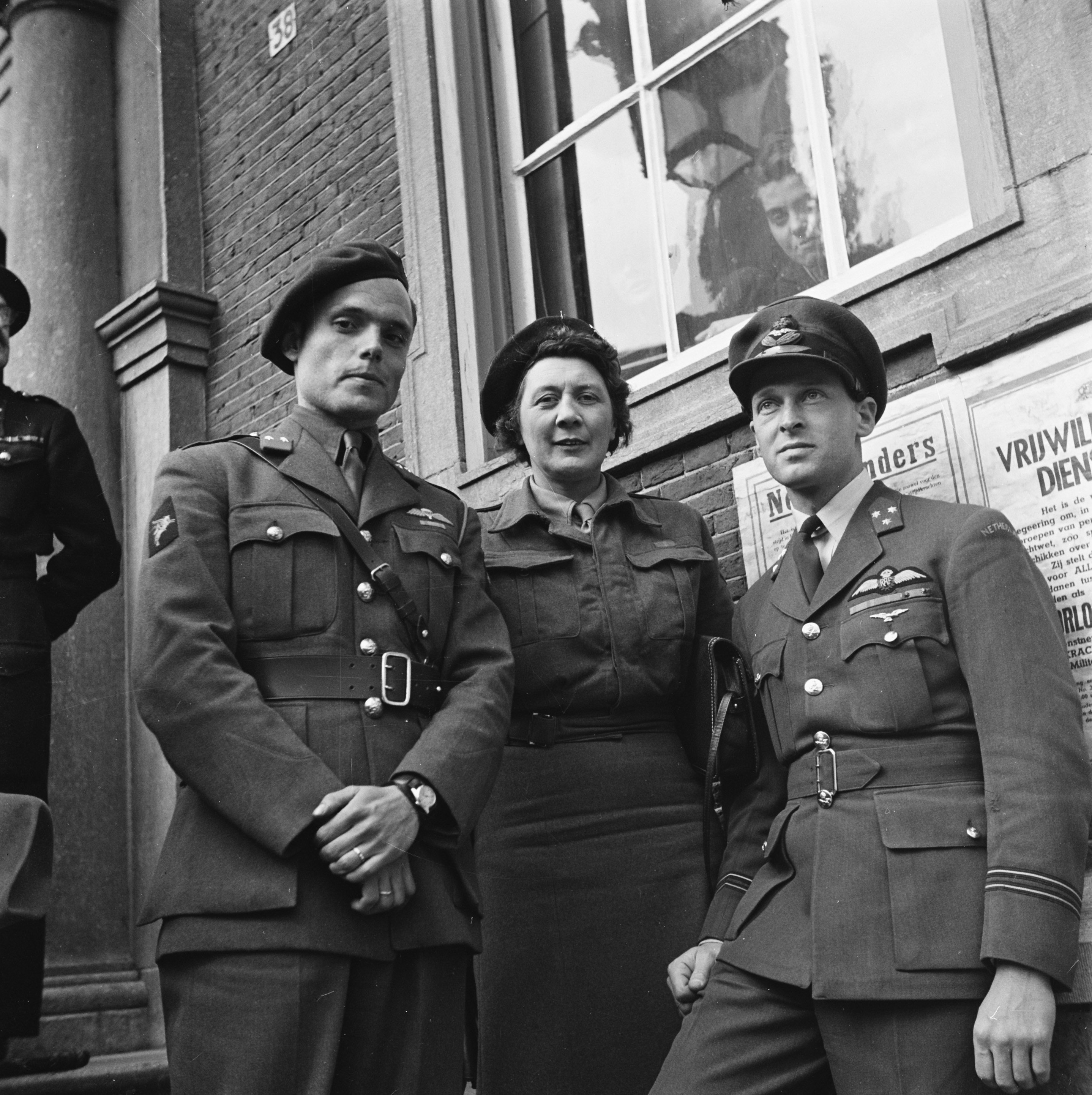
Peter Tazelaar (a sinistra) ed Erik Hazelhoff Roelfzema (a destra) che hanno ispirato i personaggi di Guus LeJeune ed Erik Lanshof

Una volta giunti a destinazione i due, insieme ad un altro membro della resistenza, vengono condotti ad una sede del controspionaggio britannico ed interrogati dal colonnello Rafelli, facendo anche la conoscenza di Susan, sua segretaria; egli li informa su quanto è a conoscenza in merito a Van der Zander e si offre di ucciderlo ma, una volta che il generale lo ha disarmato, questo gli rivela che l'informazione sul suo tradimento è opera dei tedeschi, allo scopo di incrinare i rapporti in seno alla resistenza e, dopo che i tre fuggiaschi hanno incontrato la Regina Guglielmina, Erik viene incaricato di fare la spola tra Regno Unito e Paesi Bassi per trasportare informazioni.
La prima missione consiste nel recapitare un messaggio della Regina a degli importanti personaggi che saranno utili per il paese dopo la fine della guerra e nel trasportare una radio che servirà per le future comunicazioni ma Erik viene rimpiazzato da Guus, il quale, dopo avere iniziato una relazione con Susan, viene da lei "sostituito" con Erik lasciando che sia l'amico a fare ritorno nei Paesi Bassi. Giunto ad Amsterdam egli assolve la sua missione ma la radio, a causa dell'acqua di mare, è inservibile ed è impossibile comunicare con Londra e Guus e Nico sono costretti, ignorando il suo tradimento, a servirsi di Robby. Erik, ritenendo che l'amico sia in pericolo, si reca a sua volta nei Paesi Bassi ma, a causa di un inconveniente, non riesce ad avvertire Guus, che viene attirato, insieme a Nico e ad altri due membri della resistenza, in una trappola da Robby.
Erik si reca per cambiarsi d'abito a casa di Esther, rendendola partecipe dei suoi sospetti su Robby e tentando di cercare Guus per avvertirlo e, dopo essersi recato ad una festa in riva al mare dove ritrova brevemente Alex, divenuto ufficiale delle SS decorato con la Croce di Ferro, riesce a trovare Guus e ad avvertirlo del tradimento di Robby ma è troppo tardi e, mentre Erik riesce a reimbarcarsi, Nico trova la morte nell'agguato organizzato dalle SS e Guus riesce momentaneamente a sfuggire alla cattura, venendo arrestato il giorno successivo quando per vendetta spara a Robby uccidendolo.
Il fallimento della missione porta la Regina a decidere di interrompere le missioni; Erik riesce ad arruolarsi nella Royal Air Force, divenendo pilota di bombardieri, Alex, l'11 luglio 1943, muore in Unione Sovietica, ucciso dalla bomba a mano lanciatagli da un ragazzino mentre si trova in una latrina e Guus muore ghigliottinato il 25 dicembre 1944 in un campo di concentramento a Wolfenbüttel. Erik viene nominato dalla regina suo aiutante di campo ed, al termine del lungo flashback, è proprio lui l'ufficiale ad accompagnarla, il 5 maggio 1945, al suo rientro in patria dopo la liberazione.
Aggirandosi per le vie di una Amsterdam in festa Erik torna alla sua vecchia casa dove trova Jacques, il quale, rimanendo sempre fuori da ogni coinvolgimento, è riuscito a laurearsi e, dopo avere osservato malinconicamente una vecchia fotografia che ritrae i sei amici, dei quali loro due sono gli unici sopravvissuti, brinda insieme all'amico, con la prospettiva di ricominciare una nuova vita nei Paesi Bassi liberi.

## Produzione

### Cast

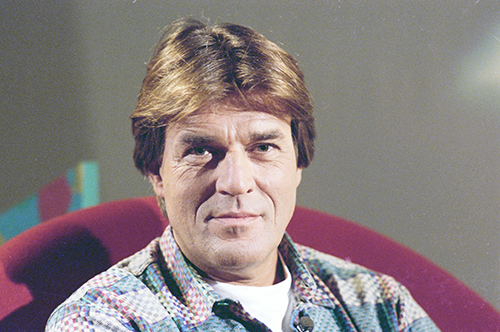
L'attore olandese Jeroen Krabbé, che interpreta Guus LeJeune

- Rutger Hauer: Erik Lanshof, ragazzo di buona estrazione e di bell'aspetto; possiede uno spiccato senso dell'onore e dell'amicizia e, nonostante sia restio a farsi coinvolgere nel conflitto, diventerà un elemento di primaria importanza nella resistenza olandese, tanto da riscuotere la fiducia personale della Regina Guglielmina.
- Jeroen Krabbé: Guus LeJeune, presidente della confraternita dell'università; prende in simpatia Erik dopo averlo ferito e ne diventa amico fraterno. Nonostante mantenga costantemente un atteggiamento in apparenza distante è dotato di un grande spirito di sacrificio e di iniziativa; parteciperà attivamente alla resistenza fino alla sua cattura, morendo ghigliottinato in un campo di concentramento.
- Lex van Delden: Nico, soprannominato "mister pignolo", è un ragazzo serio, coerente e, dopo l'invasione tedesca, attivo nella resistenza e intelligentemente prudente; favorirà la fuga nel Regno Unito di Erik e Guus ma morirà in una trappola ordita dall'amico Robby.
- Derek de Lint: Alex, di madre tedesca, sarà uno dei primi ad arruolarsi nell'esercito ma, dopo la sconfitta del paese, si arruolerà nelle Waffen-SS, e, in nome dell'amicizia, eviterà di denunciare Erik nel momento in cui lo incontra. Morirà sul fronte orientale.
- Huib Rooymans: Jan Weinberg, giovane con la passione del pugilato ed unico ebreo del gruppo, intuisce il pericolo della politica espansionistica di Hitler ed, allo scoppio della guerra, si arruola nell'esercito ma, durante il regime di occupazione, viene cacciato dall'università e, dopo essere stato catturato dalle SS durante il suo tentativo di espatrio, morirà fucilato.
- Eddy Habbema: Robby Froost, il primo a collaborare con la resistenza ma, dopo essere stato scoperto dalla Gestapo, cede alla minaccia di internamento della fidanzata ebrea Esther ed inizia a collaborare con i tedeschi, favorendo la trappola in cui muore Nico. Verrà ucciso per vendetta da Guus.
- Dolf de Vries: Jacques Ten Brinck, ragazzo di buona famiglia, serio ma indolente, con l'unico pensiero di proseguire l'università nonostante la guerra. Rimarrà totalmente estraneo al conflitto e la sua indifferenza nei confronti di quello che lo circonda lo porterà a sopravvivere ed a terminare gli studi.
- Belinda Meuldijk: Esther, fidanzata di Robby ma da sempre attratta da Erik con cui intreccia una relazione che perdura anche durante l'occupazione; essendo ebrea viene protetta dal tradimento di Robby ma, dopo la morte di questi per mano di Guus, non si conosce la sua sorte.

## Distribuzione

### Data di uscita
- Paesi Bassi: 22 settembre 1977
- Finlandia: 20 luglio 1979
- Stati Uniti: 16 agosto 1979
- Danimarca: 8 febbraio 1980
- Portogallo: 17 luglio 1980
- Germania: 20 aprile 1988
- Hong Kong: 4 settembre 1999

### Divieti
- Divieto ai minori di 12 anni
  - Germania
- Divieto ai minori 16 anni
  - Argentina
  - Finlandia
  - Norvegia
  - Paesi Bassi

## Altri media
Nei Paesi Bassi il film è andato in onda anche in forma di serie televisiva, in quattro episodi e con la durata totale di 215 minuti.

## Inesattezze
Peter Tazelaar, che ha ispirato il personaggio di Guus LeJeune, nel film muore il 25 dicembre 1944 in un campo di concentramento tedesco mentre in realtà è sopravvissuto, divenendo, dopo la guerra, un agente della CIA, e morendo ad Hindeloopen il 6 giugno 1993.